# Brachyunguis zygophylli
Brachyunguis zygophylli är en insektsart. Brachyunguis zygophylli ingår i släktet Brachyunguis och familjen långrörsbladlöss. Inga underarter finns listade i Catalogue of Life.